# ROKS Masan
Le ROKS Masan (FF-955) est une frégate de la marine de la république de Corée, le quatrième navire de la classe Ulsan. Il est nommé d’après Masan, une ancienne ville de la province du Gyeongsang du Sud qui a été intégrée dans la ville de Changwon.

## Conception
Au début des années 1990, le plan du gouvernement sud-coréen pour la construction de navires côtiers de prochaine génération nommé Frégate 2000 a été abandonné en raison de la crise financière asiatique de 1997. Mais avec le démantèlement des destroyers de classe Gearing et la flotte vieillissante de frégates de classe Ulsan, le plan a été relancé au début des années 2000 sous le nom de Future Frigate eXperimental, également connu sous le nom de FFX.
10 navires ont été lancés et mis en service de 1980 à 1993. Ils ont 3 variantes différentes qui se composent de Flight I, Flight II et Flight III.

## Carrière
Le ROKS Masan a été construit par Hanjin Heavy Industries, lancé le 26 octobre 1984 et mis en service le 20 juillet 1985.
En 1994, il a fait une croisière à l’étranger, et il est arrivé à Portsmouth le 6 octobre 1994.
Il a été désarmé le 24 décembre 2019 et devrait être utilisé comme dans des exercices d’entraînement.